# Am I a Girl?
Am I a Girl? è il secondo album in studio della cantante statunitense Poppy, pubblicato il 31 ottobre 2018 sotto Mad Decent. L'album è stato registrato con molti produttori, fra cui Vaughn Oliver, Wax Motif, Fernando Garibay, Zak Cervini e molti altri. Fortemente influenzato dal vaporwave, da Kate Bush e dalla musica popolare francese, è un album dance pop con elementi nu metal.
Un tour di supporto per l'album, l'Am I a Girl? Tour, fu annunciato il 10 luglio 2018, con la prevendita dei biglietti l'11 luglio 2018. Iniziò il 22 settembre 2018 a Barcellona, e terminò il 27 febbraio 2019 a San Diego, California.

## Descrizione
La registrazione dell'album cominciò prima del Poppy.Computer Tour. In un'intervista disse che il genere d'appartenenza è "un nuovo tipo di musica pop". Il 12 gennaio 2018 Poppy confermò che l'album era completo, in seguito il 15 maggio 2018, seguendo il tweet "Ready 4 album title?", ne rivelò il nome. Titanic Sinclair infine confermò il 21 luglio 2018 che l'album era pronto.
È l'album di Poppy più lungo, con una durata totale di 39 minuti e 28 secondi.

## Composizione
I critici hanno categorizzato Am I a Girl? come dance-pop, synth pop, elettropop e nu metal. Le tracce Am I a Girl?, Play Destroy e X, in particolare, sono considerate essere heavy metal. Poppy stessa dichiara che l'album appartiene ad un nuovo genere chiamato "Poppymetal".
Poppy ha ammesso di aver dovuto ri-scrivere l'album prima della sua pubblicazione.

## Tema
Poppy ha dichiarato che l'album riguarda l'interrogazione di genere, la propria identità, i robot e la moda costosa. A differenza di Poppy.Computer, l'album perlopiù si allontana dal personaggio di Poppy.

## Accoglienza
| Recensione   | Giudizio |
| ------------ | -------- |
| AllMusic     | [ 14 ]   |
| HighSnobiety | 3.0/5    |

Am I a Girl? ha ricevuto recensioni polarizzanti. Highsnobiety ha descritto Poppy come "intrigante se non carismatica" e che l'album è "un disco club abbastanza gradevole, ma non contribuisce con nulla di nuovo alla conversazione". AllMusic ha sottolineato che l'umorismo di Poppy è evidente nell'album e ha rimarcato che "sebbene non sia coesivo quanto Poppy.Computer, Am I a Girl? di certo non è stantio e succede nell'ampliare il suono e l'identità di Poppy abbastanza dal tenere i fan all'ascolto e allo speculare."
Maura Johnston di Rolling Stones ha descritto il turno dell'album verso il metal come una soddisfacente "critica dell'avanti e dietro che bisogna fare per sopravvivere nel 2018".

## Singoli
Poppy ha pubblicato 5 singoli provenienti da Am I a Girl?.
- In a Minute è stato pubblicato digitalmente attraverso Mad Decent e I'm Poppy Records il 27 luglio 2018.[17]
- Time Is Up con Diplo è stato distribuito con il proprio videoclip come secondo singolo il 22 agosto 2018.[18]
- Il 12 ottobre 2018, Poppy ha pubblicato Fashion After All come terzo singolo dall'album.[19]
- Il 19 ottobre 2018, Hard Feelings è stato pubblicato come quarto singolo dall'album.[20]
- X è stato pubblicato come quinto singolo dall'album il 25 ottobre 2018.[21]

### Singoli promozionali
Am I a Girl? è stato promosso anche da tre singoli promozionali, sebbene due di questi siano outtake dell'album.
- Una cover di Metal di Gary Numan[22], un singolo promozionale che Poppy aveva dichiarato in un tweet che non sarebbe stato nell'album.
- Immature Couture, un outtake dall'album, è stato pubblicato come secondo singolo promozionale.[2]
- Il 30 ottobre 2018 è stato pubblicato Play Destroy, terzo singolo promozionale. Il brano, che ha visto la partecipazione della cantante canadese Grimes, è stato pubblicato sul canale YouTube di Poppy un paio d'ore prima che l'album fosse pubblicato ufficialmente.

## Tracce
1. In a Minute – 2:54 (Kate Nash, Simon Wilcox, Sir Nolan, Moriah Pereira)
2. Fashion After All – 3:24 (Moriah Pereira, Tommy English, Corey Mixter)
3. Iconic – 2:52 (Moriah Pereira, Simon Wilcox, Corey Mixter)
4. Chic Chick – 2:54 (Moriah Pereira, Simon Wilcox, Tommy English, Corey Mixter)
5. Interlude #1 – 0:47 (Moriah Pereira)
6. Time Is Up (feat. Diplo) – 3:19 (Thomas Wesley Pentz, Vaughn Oliver, Corey Mixter, Moriah Pereira, Jasper Helderman, Thomas Helsloot, Tommy English, Simon Wilcox)
7. Aristocrat (feat. Garibay) – 3:21 (Moriah Pereira, Fernando Garibay, Simon Wilcox, Corey Mixter, Ramiro Padilla, Daniel Padilla)
8. Hard Feelings – 3:39 (Moriah Pereira, Ramiro Padilla, Daniel Padilla, Chris Greatti, Fernando Garibay, Simon Wilcox)
9. Girls in Bikinis – 2:25 (Moriah Pereira, Simon Wilcox, Corey Mixter)
10. The Rapture Ball – 3:00 (Moriah Pereira, Simon Wilcox, Corey Mixter, Tommy English)
11. Interlude #2 – 1:06 (Moriah Pereira)
12. Am I a Girl? – 3:37 (Moriah Pereira, Simon Wilcox, Corey Mixter)
13. Play Destroy (feat. Grimes) – 3:05 (Chris Greatti, Moriah Pereira, Claire Boucher)
14. X – 2:54 (Moriah Pereira, Corey Mixter, Chris Greatti, Zakk Cervini)

Lunghezza totale: 39:28 minuti.